# Соматосенсорна система
Соматосенсорна система — це комплексна система, яка утворена рецепторами та центрами обробки нервової системи. Основним завданням цієї системи є здійснення сенсорних модальностей: дотик, температурна чутливість, пропріоцепція, ноціцепція. Соматосенсорна система також здійснює контроль просторового положення частин тіла між собою. Необхідна для виконання складних рухів, керованих корою головного мозку. Проявом діяльності соматосенсорної системи є так зване «м'язове відчуття».